# Ścieżka zdrowia (tortury)

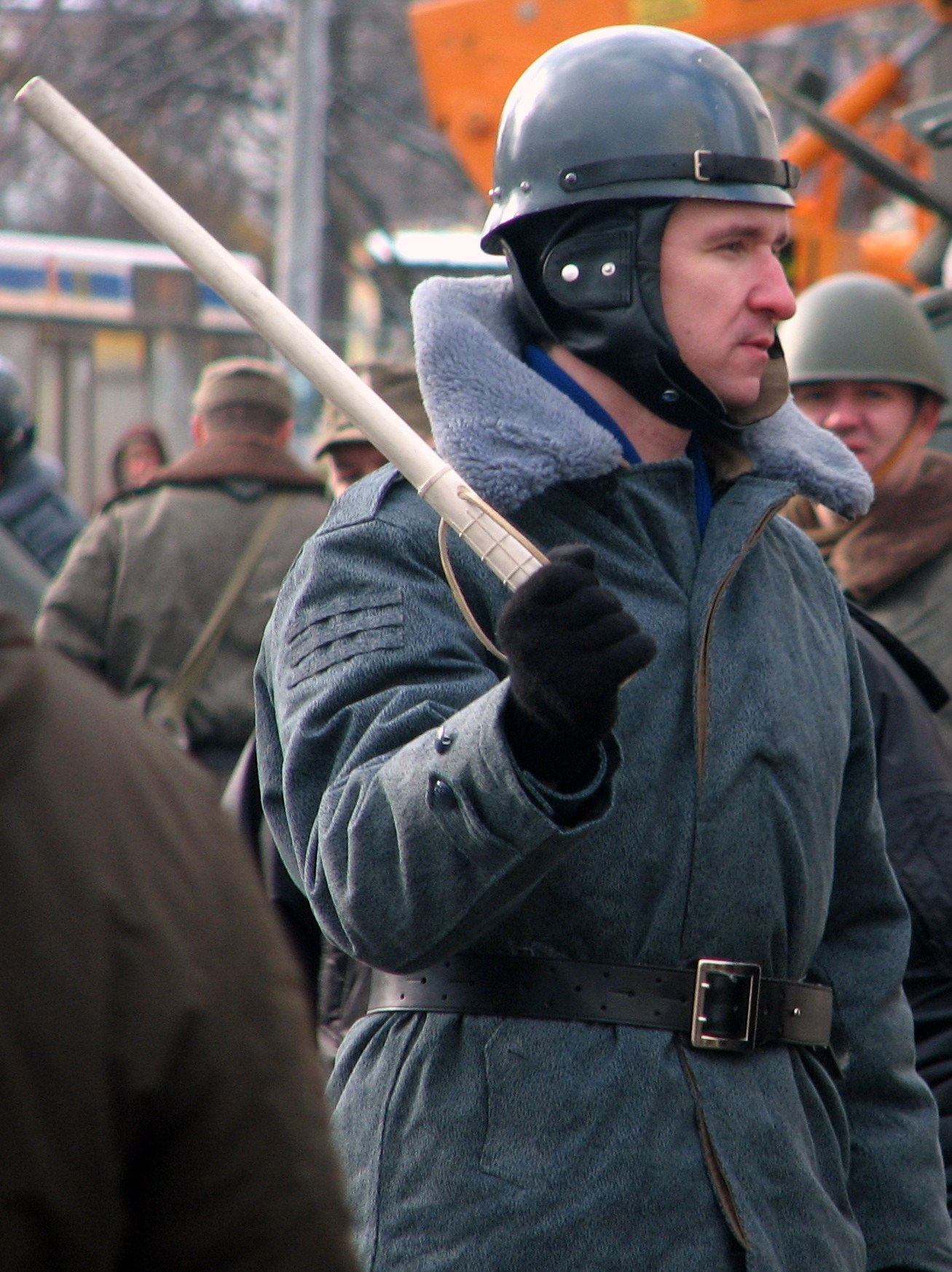
Aktor w milicyjnym mundurze i z pałką milicyjną

Ścieżka zdrowia – ironiczne określenie na formę tortur stosowanych w PRL przez SB, ZOMO i MO, zwłaszcza wobec działaczy opozycji. Polegała na uderzaniu pałkami milicyjnymi aresztanta biegnącego pomiędzy dwoma szeregami bijących. Czasami dla utrudnienia skazańcowi nakazywano rozwiązać sznurówki lub wręcz wiązano oba buty.
Do najgłośniejszych przypadków stosowania „ścieżki zdrowia” doszło w czasie wypadków Radomskiego Czerwca 1976. Operacją tłumiącą strajki (kryptonim Lato ’76) osobiście kierował ówczesny szef Służby Bezpieczeństwa gen. Bogusław Stachura. Edward Gierek utrzymywał, że kiedy dowiedział się o tego typu praktykach, nakazał ich natychmiastowe przerwanie. „Ścieżki zdrowia” zastosowano również w okresie stanu wojennego w trakcie brutalnego stłumienia protestu internowanych w ośrodku internowania w Kwidzynie – szpalery uzbrojonych w długie pałki funkcjonariuszy ustawiono na więziennych korytarzach, na których podłodze rozbito butelki z pastą do podłogi dla uzyskania poślizgu; upadające osoby były bite i kopane do utraty przytomności.
Prawdopodobnie metodę tę milicja PRL przejęła jeszcze z tradycji XIX-wiecznego wojska rosyjskiego (tzw. praszczęta). Skazany biegł pomiędzy dwoma szpalerami żołnierzy bijących go kijami; wówczas była to kara równoznaczna z karą śmierci, gdyż praktycznie nikt jej nie przeżywał.
W języku portugalskim (w odmianie brazylijskiej) taka kara nazywana jest corredor polonês, co oznacza „polski korytarz”.